# نیکولای بوتاکو
نیکولای بوتاکو (به انگلیسی: Nicolae Butacu) (زادهٔ ۱۵ ژوئیهٔ ۱۹۷۴) شناگر اهل رومانی است.